# Kleinseitner Ring

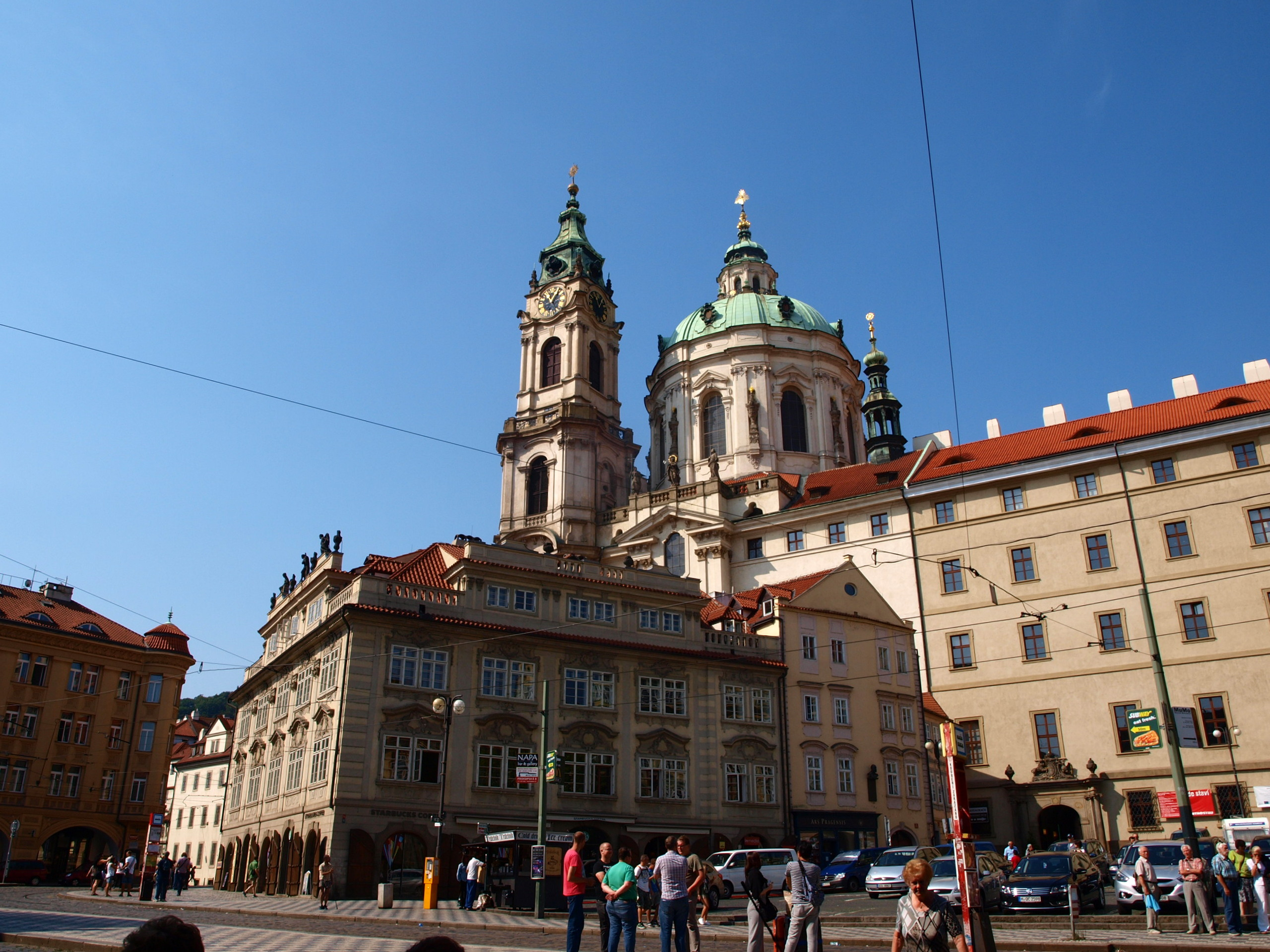
Kleinseitner Ring mit Grömling-Palais und Nikolauskirche

Der Kleinseitner Ring (tschechisch: Malostranské náměstí) ist das Zentrum der Kleinseite (Malá Strana), eines Stadtteils der tschechischen Hauptstadt Prag am Fuße der Prager Burg. Er gehört zum Verwaltungsbezirk Prag 1. Der Platz wird von der Kirche des hl. Nikolaus dominiert, einer monumentalen barocken Kirche in der Mitte des Platzes. Den Kleinseitner Ring umranden prächtige Renaissance- und Barockhäuser mit charakteristischen Laubengängen.

## Geschichte
Die ursprünglich selbstständige Prager Stadt Kleinseite gründete der böhmische König Ottokar II. Přemysl im Jahr 1257. Sie wurde anstelle älterer Siedlungen unter der Prager Burg, bei der damals einzigen Moldaubrücke (Judithbrücke), gebaut. Ihren Mittelpunkt bildete von Anfang an der Kleinseitner Ring. Er diente als Marktplatz für die Burg und als öffentlicher Versammlungsplatz Kleinseitner Bürger. Hier befand sich das Rathaus, hier standen im Mittelalter auch der Galgen und der Pranger. Die Häuser, die den Platz umgaben, gehörten meist wohlhabenden Adligen, die sich unter der Burg repräsentative Häuser errichteten.
Nach der Blütezeit, die die Kleinseite unter Karl IV. und seinem Nachfolger erlebte, brannte die Stadt im Jahr 1419 während der Hussitenkriege fast vollständig aus und wurde für einige Jahre verlassen. Ein weiterer katastrophaler Brand, der Stadtbrand in Prag 1541, zerstörte weite Teile der Kleinseite und erfasste sogar die Burg. Das Feuer brach damals im Haus Na Baště (heute Sternberg-Palais) am Kleinseitner Ring aus. Nach den Bränden wurden die ursprünglich im gotischen Stil errichteten Häuser im Stil der Renaissance und später im Stil des Barocks wieder aufgebaut. Heute sind Barockfassaden vorherrschend, nur wenige originale Renaissance-Fassaden haben sich erhalten.
Als die Jagiellonen im 15. Jahrhundert den Königssitz von der Altstadt wieder auf die Burg verlegten und besonders als Kaiser Rudolf II. im 16. Jahrhundert seine Residenz von Wien nach Prag verlegte, erlebte die Kleinseite eine neue Blüte. In dieser Zeit errichteten reiche Adelsfamilien am Kleinseitner Ring wieder prächtige Paläste.
In der Mitte des Kleinseitner Rings stand seit dem 13. Jahrhundert eine gotische Pfarrkirche. Nach dem Sieg der katholischen Habsburger in der Schlacht am Weißen Berg und dem Einsetzen der Gegenreformation sprach Kaiser Ferdinand II. die Kirche und die angrenzenden Gebäude den Jesuiten zu. Nach Abbruch der vorhandenen Gebäude errichteten sie in der Mitte des Platzes einen großen Gebäudekomplex, das Jesuitenkolleg. Daran angrenzend wurde im 18. Jahrhundert die monumentale barocke Kirche des hl. Nikolaus gebaut.
Am Kleinseitner Ring befanden sich die höchsten böhmischen Landesämter. Infolge der josephinischen Reformen zog jedoch die Verwaltung böhmischer Länder nach Wien, und der Adel verließ nach und nach seine Residenzen auf der Kleinseite. Der Stadtteil verarmte und verwandelte sich zum Viertel von kleineren Beamten und Handwerkern. Aus diesem Grund blieb die Kleinseite während der Baukonjunktur des 19. und 20. Jahrhunderts von radikalen Modernisierungen weitgehend verschont, und der Ring behielt bis heute seine historische Gestalt.
Im Jahr 1883 wurde über die Straße Mostecká (Mostecká ulice) zum Kleinseitner Ring die Linie einer Pferdetrambahn geführt, sie wurde im Jahr 1905 elektrifiziert. Anfang des 20. Jahrhunderts wurden einige Häuser auf der Südseite abgerissen, um einen Durchbruch zu Straße Karmelitská (Karmelitská ulice) zu schaffen. Über die Karmelitská und den unteren Teil des Platzes führt heute eine viel frequentierte Straßenbahnlinie der Prager Straßenbahn entlang des linken Moldauufers.
Der Kleinseitner Ring ist Teil des sog. Königsweges. An der Kirche des hl. Nikolaus vorbei und weiter über Nerudagasse (Nerudova ulice) zogen früher die Krönungsprozessionen böhmischer Könige hinauf zur Burg.

## Bedeutende Gebäude

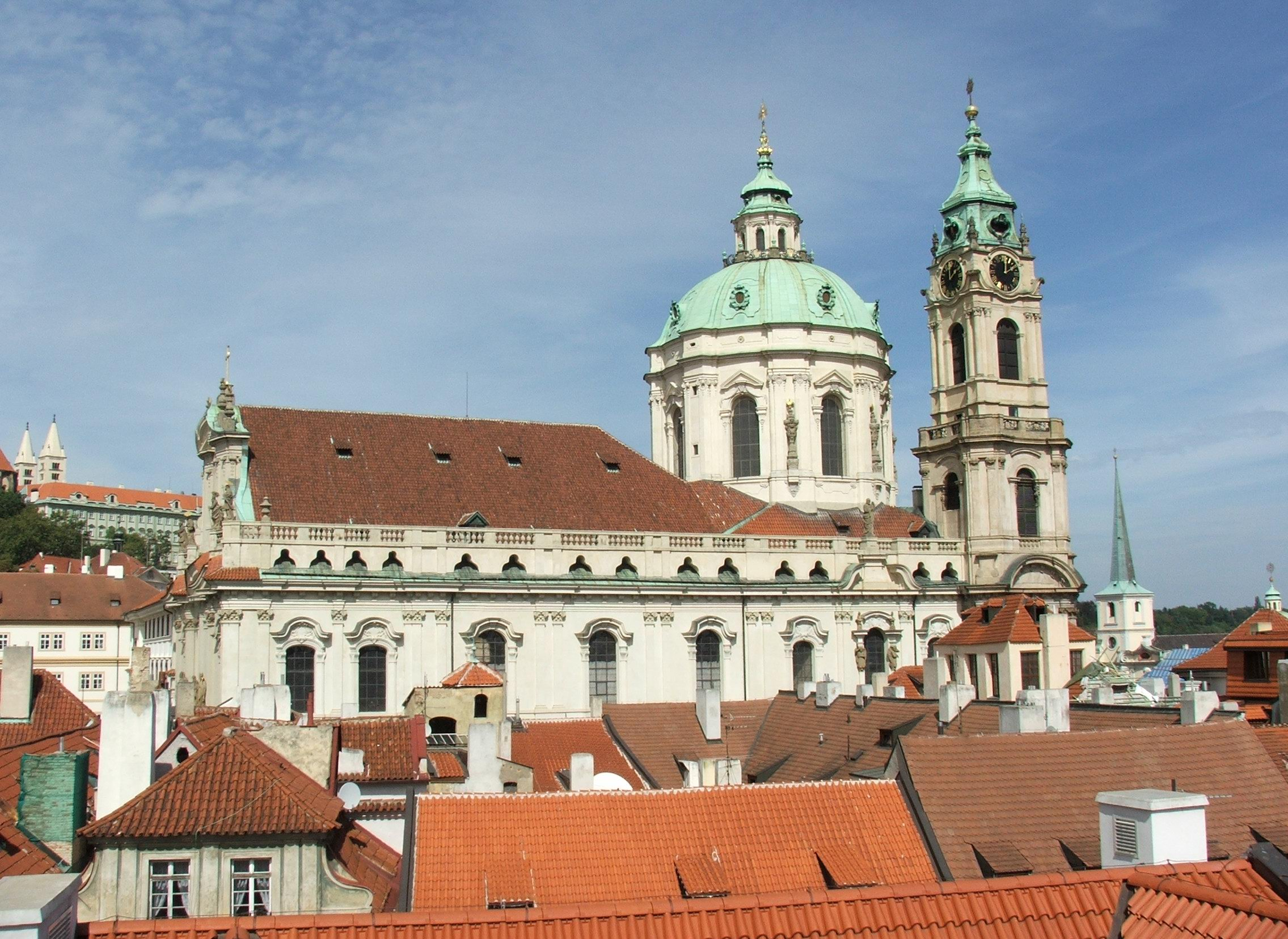
Die Nikolauskirche teilt den Platz

### Kirche des hl. Nikolaus
Die mächtige barocke Kirche des hl. Nikolaus (Chrám svatého Mikuláše) mit ihrer 70 Meter hohen Kuppel – einem Meisterwerk von Kilian Ignaz Dientzenhofer – und dem schlanken Glockenturm dominiert den Kleinseitner Ring. Zusammen mit dem angrenzenden Gebäudekomplex des ehemaligen Jesuitenkollegs teilt sie den ansteigenden Platz in zwei Hälften: den oberen Teil (Westseite) und den unteren Teil (Ostseite). Das monumentale Gebäude zählt zu den bedeutendsten barocken Kirchenbauten Europas. Das Interieur ist prunkvoll mit Fresken und Skulpturen verziert.

### Jesuitenkolleg
Mit dem Bau des Jesuitenkollegs oder Professhauses (Profesní dům), eines Wohnhauses für die höhergestellten Angehörige des Ordens, begannen die Jesuiten im Jahr 1673, nachdem sie die hier stehenden Gebäude – einige Wohnhäuser und die St.-Wenzel-Rotunde – abgerissen hatten. Zur gleichen Zeit legten sie auch den Grundstein für die angrenzende Nikolauskirche. Der Bau begann im Stil des Frühbarocks nach Plänen von Giovanni Domenico Orsi, wurde ab 1674 unter der Leitung des italienischen Baumeisters Anselmo Lurago fortgesetzt und 1692 vollendet. Nach dem Auflösen des Jesuitenordens wurde das Gebäude für Bedürfnisse der Verwaltung umgestaltet. Im 2. Weltkrieg benutzte es die deutsche Armee. Seit den 1960er-Jahren ist hier die mathematisch-physikalischen Fakultät der Karlsuniversität angesiedelt. Nach umfangreicher Rekonstruktion im Jahr 2000 finden hier auch Konzerte, Konferenzen und andere Veranstaltungen statt.

### Oberer Teil (Westseite)

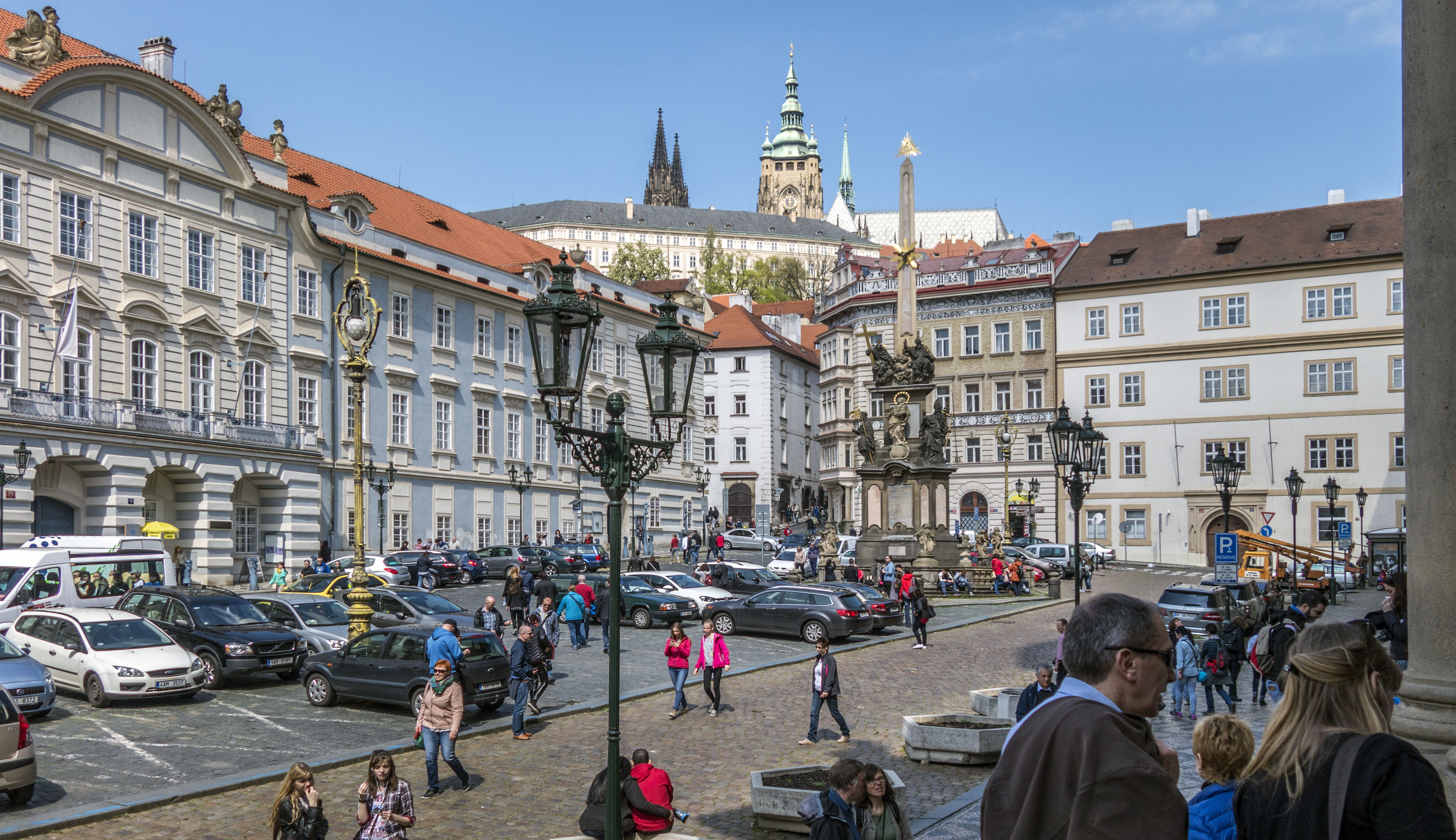
Oberer Teil des Platzes: links das Liechtenstein-Palais, in der Mitte die Dreifaltigkeitssäule

Der obere Teil des Platzes wurde früher auch Welscher Platz (Vlašské náměstí) genannt. Das bezog sich auf die italienischen Händler, die hier vor allem zur Zeit Kaiser Rudolfs II. ihre Waren anboten.
Über die Nerudagasse (Nerudova ulice), die an der nordwestlichen Ecke in den Platz mündet, gelangt man zur Prager Burg.

#### Palais Liechtenstein und Palais Hartig
Die Westseite des oberen Teiles bilden das Palais Liechtenstein (Lichtenštejnský palác), Haus Nr. 258/13, und das Palais Hartig (Hartigovský palác), Haus Nr. 259/12. Sie beherbergen heute die Prager Akademie der musischen Künste und ein studentisches Kammertheater (divadlo inspirace).
Das Palais Liechtenstein ist nach Fürst Karl I. von Liechtenstein benannt, der im 17. Jahrhundert die hier ursprünglich stehenden fünf Häuser erworben hatte und sie architektonisch zu einem Palais vereinigen ließ. Die klassizistische Fassade stammt von einem Umbau im Jahr 1791. Fürst Liechtenstein wurde nach dem Sieg der Habsburger in der Schlacht am Weißen Berg zum königlichen Statthalter ernannt und leitete die Festnahmen und Hinrichtungen der 27 Anführer des böhmischen Ständeaufstandes.

#### Dreifaltigkeitssäule
In der Mitte des Platzes erhebt sich die 20 Meter hohe Dreifaltigkeitssäule oder Pestsäule (Morový sloup Nejsvětější Trojice) mit Darstellungen der Heiligen Dreifaltigkeit und mit Statuen der Jungfrau Maria und tschechischer Heiliger. Sie wurde im Gedenken an die überstandene Pestepidemie nach dem Entwurf von Giovanni Battista Alliprandi im Jahr 1715 errichtet. Nach der Hungersnot des Jahres 1772 wurde sie durch Plastiken des Bildhauers Ignaz Franz Platzer ergänzt.

### Unterer Teil (Ostseite)

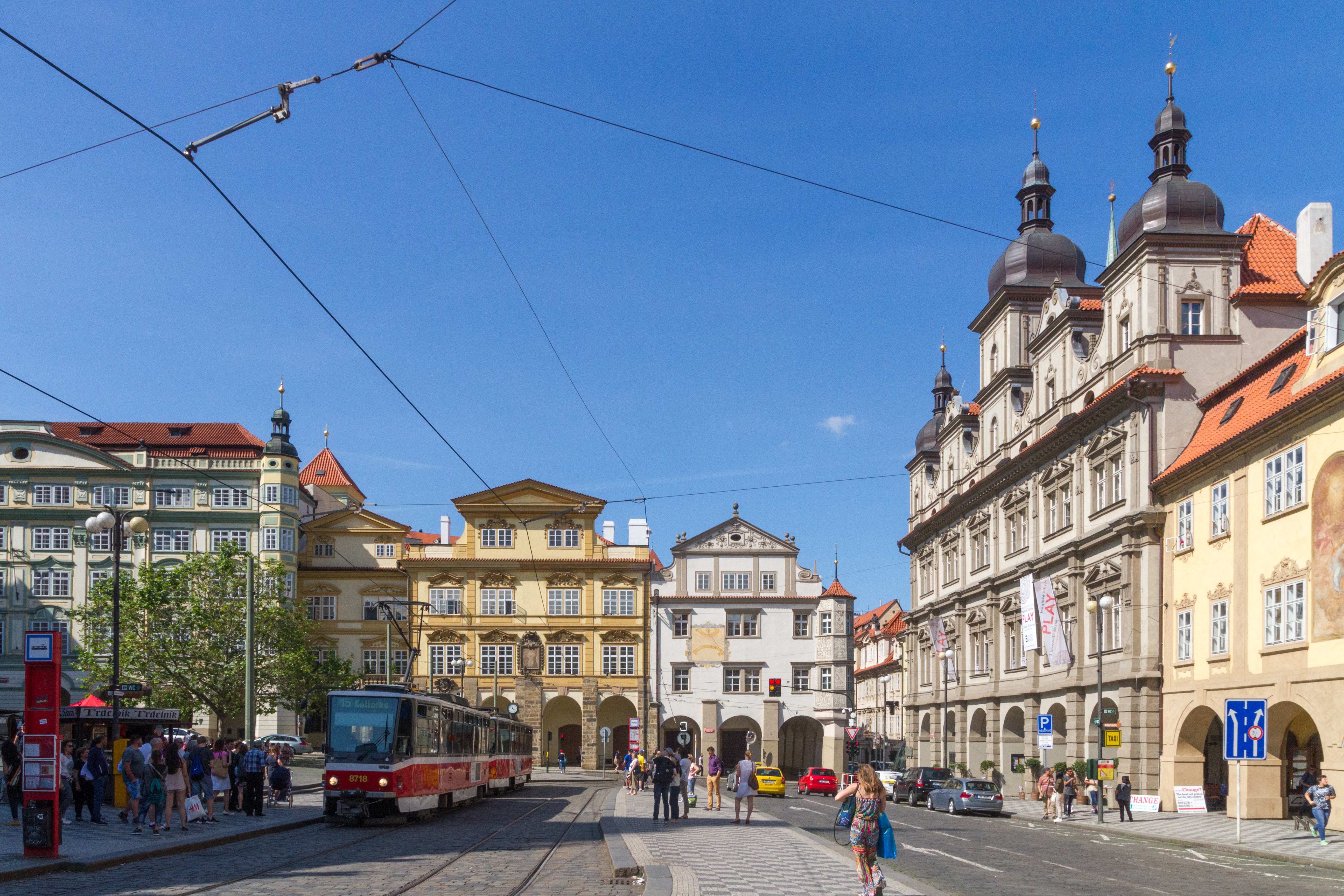
Unterer Teil des Platzes: links das Smiřický- und Sternberg-Palais, rechts das ehemalige Kleinseitner Rathaus

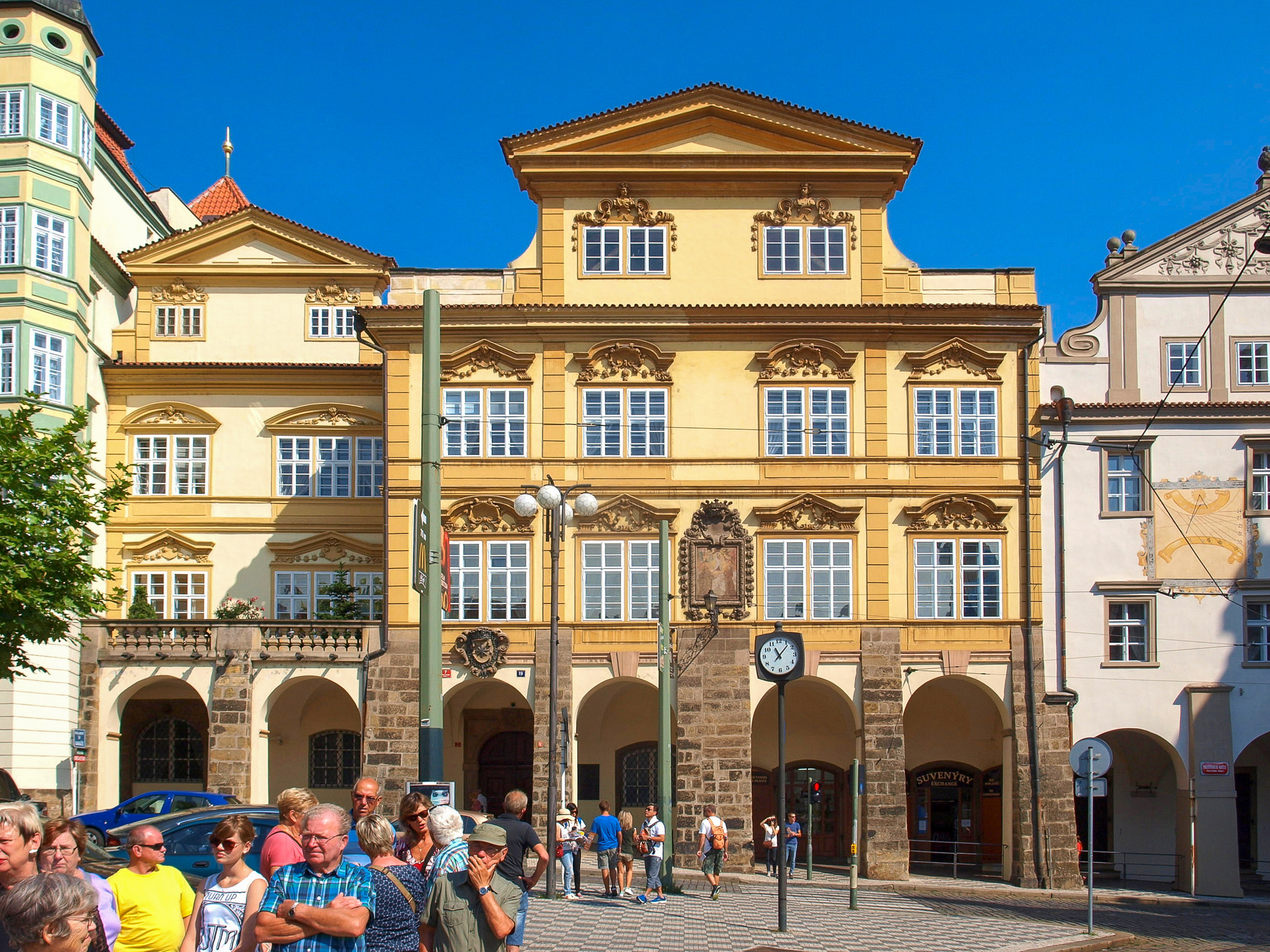
Palais Sternberg

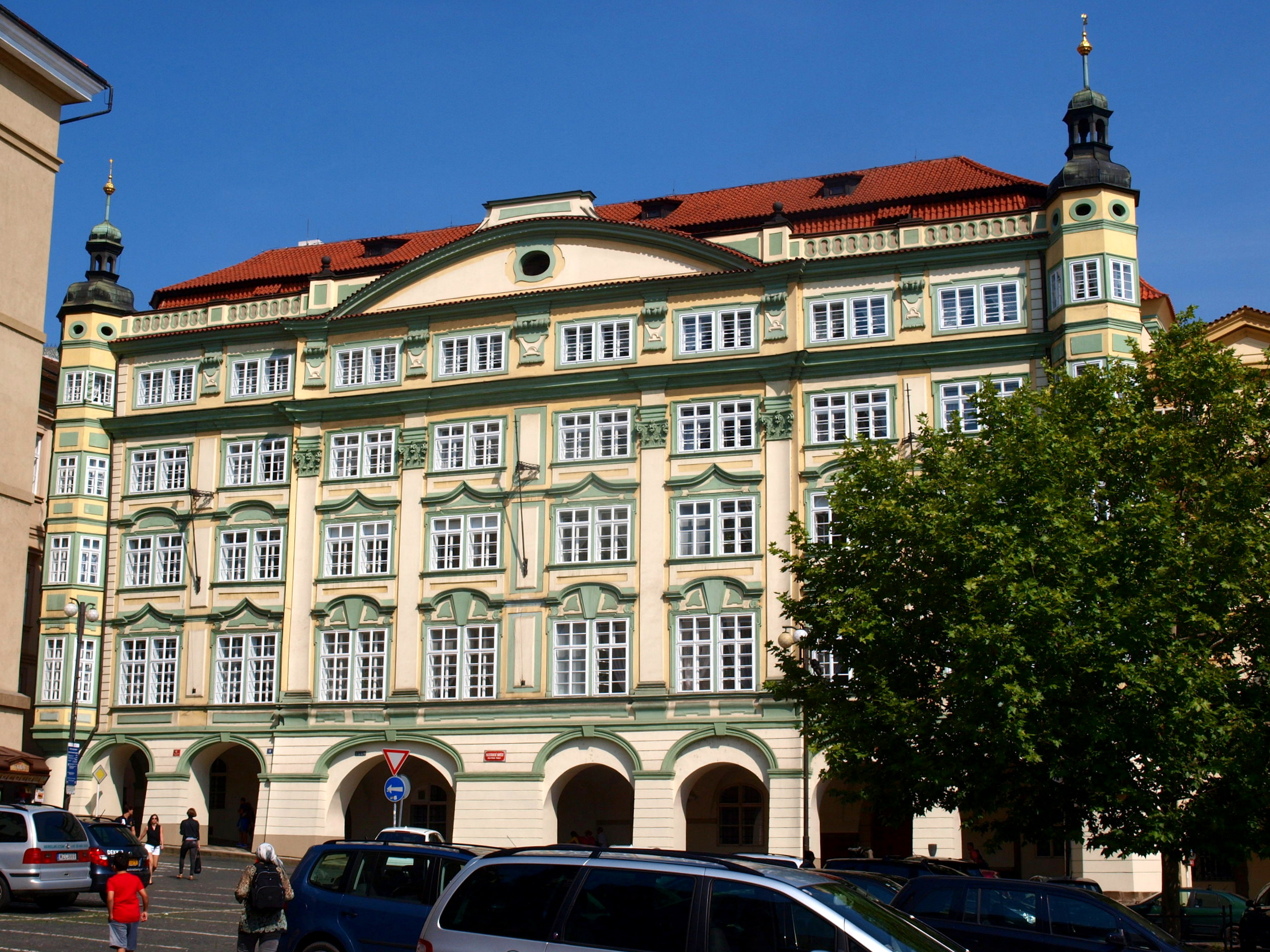
Palais Smiřický

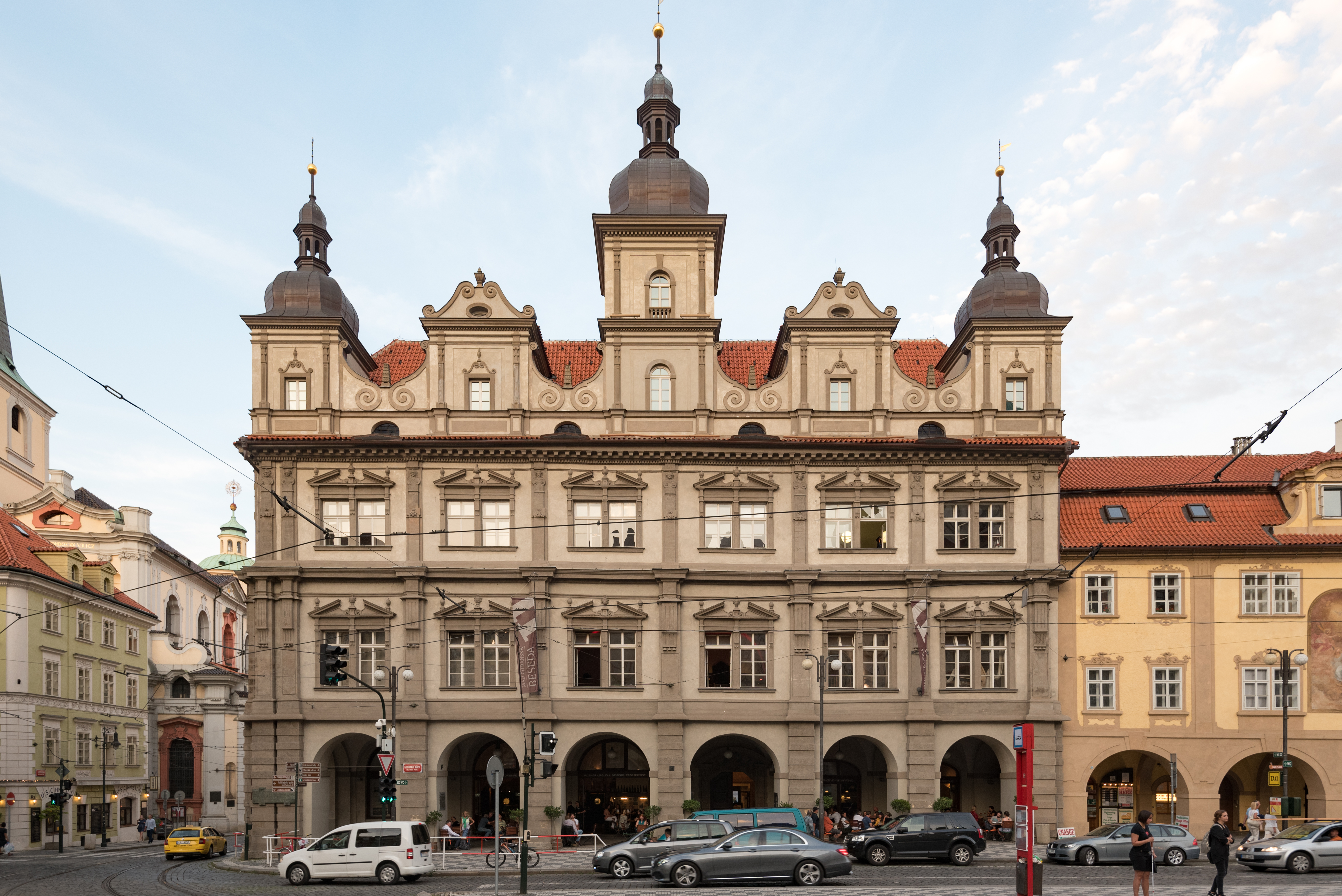
Kleinseitner Rathaus

An der südöstlichen Ecke des Platzes mündet die Straße Mostecká (Mostecká ulice), über die man zur Karlsbrücke gelangt.

#### Palais Smiřický
Das Palais Smiřický (Palác Smiřických, genannt auch U Montágů), Haus Nr. 6/18, steht an der Nordseite des unteren Teiles. Das ursprüngliche Renaissance-Palais aus dem 16. Jahrhundert erhielt im 17. Jahrhundert im Zuge eines barocken Umbaus zwei Ecktürme. Im 18. Jahrhundert wurde es nach Plänen von Josef Jäger umgestaltet und erweitert. Hier trafen sich 1618 unter der Führung von Albrecht Jan Smiřický Vertreter der protestantischen böhmischen Reichsstände zu einer geheimen Sitzung und berieten über das weitere Vorgehen gegen die Habsburgische Oberherrschaft. Einen Tag später folgte der sogenannte Zweite Prager Fenstersturz, der zum böhmischen Ständeaufstand führte. Ab 1895 gehörte das Haus dem Böhmischen Landtag. In den Jahren 1993–1996 wurde das Gebäude für die Bedürfnisse des heutigen Parlaments umgebaut.

#### Palais Sternberg
Das Palais Sternberg (Šternberský palác), Haus Nr. 7/19, an der Nordseite des unteren Teiles, entstand im 18. Jahrhundert durch architektonische Verbindung zweier Häuser. An der ungleichen Gebäudefront kann man das noch deutlich erkennen. In dem Gebäudeteil, dessen Fassade zurückgesetzt ist (damals das Haus Na Baště), brach 1541 ein Brand aus, der die gesamte Kleinseite erfasste.
Im 18. Jahrhundert trafen sich hier führende Vertreter der sog. tschechischen nationalen Wiedergeburt. Im Palais Sternberg wurden 1784 die Königliche böhmische Gesellschaft der Wissenschaften (Vorläufer der Tschechischen Akademie der Wissenschaften) und 12 Jahre später die Gesellschaft patriotischer Kunst-Freunde in Böhmen gegründet. Mit der Gründung der Gesellschaft des vaterländischen Museums in Böhmen im Jahr 1818 entstand an dieser Stelle auch der Wunsch, das Prager Nationalmuseums zu bauen.
Heute dienen die Palais Smiřický und Sternberg zusammen mit weiteren Gebäuden in der Nachbarschaft als Parlamentsgebäude.

#### Kleinseitner Rathaus
Ein markantes Gebäude an der Ostseite ist das Haus Nr. 35/21, das von drei dekorativen Türmen geschmückt wird. Das Haus wurde 1470 erbaut, am Ende des Dreißigjährigen Krieges von den schwedischen Truppen geplündert und zerstört, und im Jahr 1630 im Barockstil erneuert. Bis zum Jahr 1784, als die ehemals vier selbstständigen Prager Städte vereinigt wurden, diente es als Kleinseitner Rathaus (Malostranská beseda). Im Jahr 1575 wurde hier die Böhmische Konfession abgefasst, die Vertreter der nichtkatholischen Stände dem Kaiser Maximilian II. vorlegten und die dem Land mehr als vier Jahrzehnte Religionsfreiheit gewährte. An dieses Ereignis erinnert eine Gedenktafel am Gebäude. Nach umfangreichen Renovierungsarbeiten wurde das Haus im Jahr 2010 wiedereröffnet und beherbergt heute ein Kulturzentrum mit einem Theater- und Musiksaal und einer Galerie.

#### Palais Kaiserstein
An der Ostseite befindet sich weiter das Kaiserstein-Palais, (Kaiserštejnský palác), Haus Nr. 23/37, das im 18. Jahrhundert durch einen Umbau von zwei ehemaligen Renaissancehäusern nach Plänen von Giovanni Battista Alliprandi und Christoph Dientzenhofer entstand. Seine Attika wird von Statuen der vier Elemente (Feuer, Luft, Wasser, Erde) des italienischen Bildhauers Ottavio Mosto geschmückt. In den Jahren 1908 bis 1914 lebte hier die Opernsängerin Ema Destinová. Daran erinnern eine Büste und eine Gedenktafel aus dem Jahr 1978. Nach einer umfangreichen Rekonstruktion im Jahr 1977 wird das Haus heute für Konferenzen, Ausstellungen oder Konzerte benutzt.

#### Haus zum Steinernen Tisch
An der Westseite ragt neben dem ehemaligen Jesuitenkolleg eine Häuserzeile in den Platz hinein. Das markanteste Gebäude ist das Haus zum Steinernen Tisch (dům U kamenného stolu), Haus Nr. 5/28, ein Rokoko-Palais aus dem Jahr 1786, auch Palais Grömling (Grömlingovský palác) genannt. Im Erdgeschoss des Palais war seit 1874 das Kleinseitner Café untergebracht. Es war ein beliebter Künstlertreff, zu dessen Stammgästen Prager Literaten wie Franz Kafka und Max Brod und die Opernsängerin Ema Destinová zählten.

#### Radetzky-Denkmal

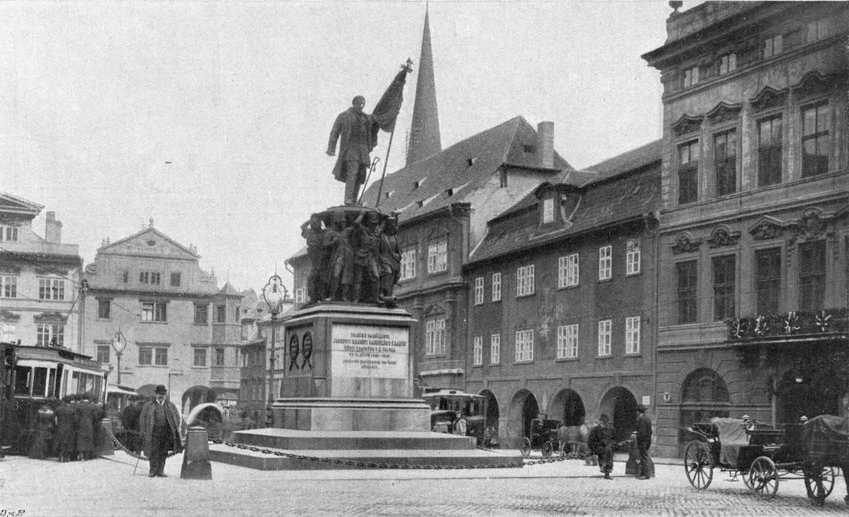
Radetzky-Denkmal

Vor dem Palais stand seit 1858 ein monumentales Bronzedenkmal des österreichischen Feldmarschalls Radetzky von Joseph und Emanuel Max, weshalb der untere Teil auch Radetzky-Platz genannt wurde. In den Jahren 1919–1920 wurde das Denkmal abgebaut und ins Lapidarium des Nationalmuseums versetzt. In den Jahren 1928–1940 stand hier das Denkmal des französischen Historikers und Bohemisten Ernest Denis. Seit 2003 erinnern an ihn eine Gedenktafel und eine Büste am benachbarten Haus. 2024 wurde eine Wiederaufstellung diskutiert.